# Joppocryptus egregius
Joppocryptus egregius är en stekelart som beskrevs av Henry Lorenz Viereck 1913. Joppocryptus egregius ingår i släktet Joppocryptus och familjen brokparasitsteklar. Inga underarter finns listade i Catalogue of Life.